# Plaja submersă Eforie Nord - Eforie Sud
Plaja submersă Eforie Nord - Eforie Sud este o arie protejată (arie specială de conservare — SAC, sit de importanță comunitară — SCI) din România, desemnată în scopul protejării biodiversității și menținerii într-o stare de conservare favorabilă a florei spontane și faunei sălbatice, precum și a habitatelor naturale de interes comunitar aflate în arealul zonei protejate. Acesta este situat în sud-estul Dobrogei, pe teritoriul județului Constanța. Aceata se întinde pe o suprafață de 5.716,7 ha, integral marine.

## Localizare
Aria naturală se întinde în extremitatea central-estică a județului Constanța, pe teritoriul administrativ al orașului Eforie (plaja nisipoasă și zona marină a Mării Negre, care leagă municipiul Constanța de Tuzla). Centrul sitului Plaja submersă Eforie Nord - Eforie Sud este situat la coordonatele 44°02′32″N 28°44′11″E / 44.042339°N 28.736339°E.

## Înființare
Situl Plaja submersă Eforie Nord - Eforie Sud (ROSCI0197) a fost declarat sit de importanță comunitară în decembrie 2007 pentru a proteja 4 specii de animale. Situl a fost protejat și ca arie specială de conservare în mai 2022.

## Biodiversitate
Situată în ecoregiunea marină a Mării Negre, aria protejată conține 3 habitate naturale: Bancuri de nisip acoperite în permanență slab de apă marină, Terase mlăștinoase și terase nisipoase neacoperite de apă la reflux, Recifuri.
La baza desemnării sitului se află patru specii enumerate în anexa I-a a Directivei Consiliului European 92/43/CE din 21 mai 1992 (privind conservarea habitatelor naturale și a speciilor de faună și floră sălbatică) și aflate pe lista roșie a IUCN; astfel, două mamifere: porcul-de-mare (Phocoena phocoena) și delfinul cu bot gros (Tursiops truncatus) și două specii de pești: rizeafcă (Alosa tanaica) și scrumbia de Dunăre (Alosa immaculata).
Pe lângă speciile protejate aflate la baza desemnării sitului, pe teritoriul acestuiai au mai fost identificate 23 de specii din fauna sălbatică a României; printre care: păstrugă (Acipenser stellatus), nisetru (Acipenser gueldenstaedti), guvid-de-nisip (Pomatoschistus minutus), bou-de-mare (Uranoscopus scaber), pește european de apă sărată (Callionymus risso), limbă-de-mare (Solea nasuta), uvă (Gymnammodytes cicerelus), pălămidă (Sarda sarda), rândunica-de-mare (Chelidonichthys lucerna). În arealul sitului este semnalată și prezența a două specii de moluște rare: Donacilla cornea și Donax trunculus; aici fiind singurul loc de pe litoralul țării unde acestea mai supraviețuiesc.</ref>

## Căi de acces
- Drumul național DN39 pe ruta: Constanța - Lazu - Agigea - Eforie Nord.